# 이베리아어
이베리아어는 고대 그리스인과 로마인들의 기록을 통해 확인되는 이베리아 반도 동부와 동남부 토착민의 언어이다. 기원후 1세기 무렵 이 지역을 정복했던 로마의 영향에 따라 라틴어로 대체되어 사라졌으며, 이때 이베리아어의 요소를 일부 흡수하여 형성된 속 라틴어 지역 변종이 오늘날 스페인어의 선조 언어가 된다.
이베리아어는 다른 언어와의 친연관계가 확인되지 않았으며, 여러 다양한 문자에 의한 단편적 기록이 남아 있으나 언어구조를 잘 알 수 있는 긴 문서가 남아있지 않아 상세가 거의 알려지지 않은 미분류 언어이다. 이베리아어는 수사의 유사성으로 볼 때 바스크어와 관계가 있다고도 생각되나 두 언어의 관계는 자료 부족으로 여전히 증명되지 않았다.

## 문자
이베리아어 비문은 기원전 6세기부터 기원후 1세기까지 걸쳐 제작된 것이 발견되며, 현재까지 2,000개 이상이 알려져 있는데 대부분은 도자기에 소유자 이름으로 추정되는 짧은 텍스트가 적힌 것이다. 가장 긴 텍스트는 납판에 새겨진 명부이다.
이베리아어를 기록하는 데 사용된 이베리아 문자에는 크게 3가지의 체계가 있는데 북동이베리아 문자, 동남이베리아 문자, 그리스-이베리아 문자이다. 오늘날 전해지는 절대다수의 기록은 북동이베리아 문자로 쓰인 것이다.

## 음운

### 홀소리
|        | 전설 모음 | 중설 모음 | 후설 모음 |
| ------ | --------- | --------- | --------- |
| 고모음 | [i]       |           | [u]       |
| 중모음 | [e]       |           | [o]       |
| 저모음 |           | [a]       |           |

### 닿소리
|        |            | 순음 | 치음 | 치경음 | 연구개음 |
| ------ | ---------- | ---- | ---- | ------ | -------- |
| 비음   | 비음       | [m]  |      | [n]    |          |
| 파열음 | 무성단자음 | [p]  | [t̪]  |        | [k]      |
| 파열음 | 무성장자음 | [pː] | [t̪ː] |        | [kː]     |
| 파열음 | 유성단자음 | [b]  | [d̪]  |        | [ɡ]      |
| 파열음 | 유성장자음 | [bː] | [d̪ː] |        | [ɡː]     |
| 파찰음 | 파찰음     |      |      | [t͡s]   |          |
| 마찰음 | 마찰음     |      |      | [s]    |          |
| 설측음 | 설측음     |      |      | [l]    |          |
| 탄음   | 탄음       |      |      | [ɾ]    |          |
| 전동음 | 전동음     |      |      | [r]    |          |

## 같이 보기
- 이베리아족
- 이베리아로망스어